# Уж кто бы говорил 2
«Уж кто бы говорил 2» (англ. Look Who's Talking Too) — кинофильм, снятый в 1990 году режиссёром Эми Хекерлинг. Также известен как «Кто там разговорился», «Уж кто бы говорил» и «Смотрите, кто заговорил», а также «Большая няня».

## Сюжет
Является прямым сиквелов картины 1989 года. К основным персонажам Джеймсу, Молли и Майки добавилась маленькая Джули — дочь героев Траволты и Элли, голос которой подарила комедийная артистка Розмари Барр. Кроме того, среди основных персонажей появляется дружок Майки Энди (Дэймон Уайанс), которые по ходу действия фильма даёт дельные советы своему приятелю. Например, по правильному использованию детского горшка.
Появление сестрёнки, поначалу обрадовавшее Майки, вскоре начинает его сильно раздражать. К этому добавляются проблемы у взрослых — родители часто ссорятся и брак близок к разрыву. Ответственность за сохранение семьи решает взять на себя Майки.

## В ролях
- Джон Траволта — Джеймс Убриакко
- Кёрсти Элли — Молли Дженсен
- Брюс Уиллис — голос Майки
- Олимпия Дукакис — Рози
- Элиас Котеас — Стюарт, брат Молли
- Дэймон Уэйанс — голос Энди
- Твинк Каплан — Рона
- Гилберт Готтфрид — Джей
- Розанна Барр — голос Джули
- Мел Брукс — голос человека в туалете
- Лорман Суссман — Майки
- Меган Милнер, Джорджия Кейтлей, Никки Грэхэм — Джули
- Дэнни Прингл — Эдди
- Дон С. Дэвис — доктор Флейшер
- Алекс Бухански — врач-иглорефлексотерапевт

## Номинации
- 1991 — Золотая малина — Худшая женская роль второго плана (Розанна  Барр)[1]